# سپتان
سپتان(اندونزیایی: Sepatan) شهری در استان بانتن کشور اندونزی است. جمعیت این شهر بر اساس سرشماری سال ۲۰۰۰ میلادی ۱۱۱٫۰۱۸ تن بوده که در سال ۲۰۰۷ میلادی به ۱۲۱٫۴۲۷ نفر افزایش یافته‌است.